# Jerrold Freedman
Jerrold Freedman (Filadèlfia, Pennsilvània, 29 d’octubre de 1941) és un director, guionista i productor de cinema i televisió estatunidenc.

## Filmografia

### com a director

#### Televisió
- 1971 : Harpy
- 1973 : The Chill Factor
- 1973 : Blood Sport
- 1974 : The Last Angry Man
- 1978 : Lawman Without a Gun
- 1979 : Some Kind of Miracle
- 1979 : The Streets of L.A.
- 1980 : The Boy Who Drank Too Much|
- 1982 : Victims
- 1983 : Legs
- 1984 : The Seduction of Gina
- 1984 : Best Kept Secrets
- 1985 : Seduced (Seduced)
- 1985 : Alfred Hitchcock Presents
- 1986 : La Dernière cavale
- 1987 : Family Sins
- 1988 : Unholy Matrimony
- 1989 : The Comeback
- 1989 : Night Walk
- 1990 : Good Night, Sweet Wife: A Murder in Boston
- 1992 : Condition: Critical (')
- 1993 : X-Files (episodi Ghost in the Machine (The X-Files))
- 1995 : The O.J. Simpson Story

#### Cinema
- 1972 : Kansas City Bomber
- 1980 : Borderline
- 1986 : Native Son

### com a guionista

#### Televisió
- 1970 : The Psychiatrist: God Bless the Children
- 1973 : Kojak
- 1973 : Blood Sport
- 1978 : Betrayal
- 1983 : Legs

#### Cinema
- 1980 : Borderline

### com a productor

#### Televisió
- 1968 : Columbo : Prescription: Murder
- 1968 : Istanbul Express
- 1969 : Trial Run
- 1974 : The Last Angry Man
- 1976 : Perilous Voyage